# Коджу
Коджу — четырехтактный шестицилиндровый дизельный двигатель для грузовых автомобилей.

## История
В 1931 году в СССР начались работы по созданию четырехтактного дизельного двигателя. Опытные образцы были изготовлены в 1933 году.
Название двигателя расшифровывалось «Коба Джугашвили».
Дальнейшим развитием данного двигателя является двигатель МД-23.